# Agrostis juressii
Agrostis juressii là một loài thực vật có hoa trong họ Hòa thảo. Loài này được Link mô tả khoa học đầu tiên năm 1799.